# Schlacht in der Bucht von Manila
Atlantischer Kriegsschauplatz

Cárdenas – Puerto Rico – Guantánamo Bay – El Caney – San Juan Hill – Santiago de Cuba I – Santiago de Cuba II
Pazifischer Kriegsschauplatz

Bucht von Manila – Guam – Manila
Die Schlacht in der Bucht von Manila fand am 1. Mai 1898 während des Spanisch-Amerikanischen Krieges statt. Das Asiengeschwader der Vereinigten Staaten unter Commodore George Dewey traf auf die spanische Pazifikflotte unter Konteradmiral Patricio Montojo.
Bei der Schlacht wurde das gesamte spanische Geschwader vernichtet. Die Schlacht wurde in der Bucht von Manila, auf den Philippinen, ausgefochten und war die erste nennenswerte Kampfhandlung des Spanisch-Amerikanischen Krieges.

## Vorgeschichte
Admiral Montojo, der zügig auf die Philippinen versetzt worden war, stand lediglich eine Anzahl veralteter Schiffe zur Verfügung. Seine Bemühungen, seine Position im Einsatzgebiet zu verbessern, waren von geringem Erfolg. Die Korruption in den Reihen der spanischen Kolonialbürokratie arbeitete allen seinen Bemühungen entgegen. So wurde zum Beispiel Sprengstoff, der für Seeminen vorgesehen war, stattdessen an Baufirmen abgegeben, und eine von Madrid versprochene Verstärkung bestand aus zwei spärlich ausgestatteten Aufklärungskreuzern.
Trotz dieser Schwierigkeiten entschied Montojo, seine Schiffe außerhalb der Reichweite der spanischen Festungskanonen – der Hafen war von vier Batterien geschützt – in seichtem Gewässer zu ankern. Seine Überlegung war, einerseits die Angehörigen seiner Besatzung, die in der Umgebung der Geschütze wohnten, nicht mit einem Bombardement auf die Stadt zu gefährden, andererseits, den Überlebenden seiner Flotte im Ernstfall die Möglichkeit zu geben, an Land schwimmen zu können.

## Die Schlacht
Bei Tagesanbruch des 1. Mai führte George Dewey an Bord des Kreuzers Olympia ein kleines Geschwader von Schiffen in die Bucht von Manila. Bei der Durchfahrt explodierten zwei Minen, die jedoch keinen nennenswerten Schaden verursachten. Um 5:10 Uhr am Morgen eröffneten die Spanier das Feuer. Um 5:30 Uhr erhielt Gridley, der Kommandant der Olympia, mit den Worten „Sie dürfen feuern, wenn bereit“ den Feuerbefehl und begann das Artilleriegefecht, das letztlich in der Vernichtung der spanischen Pazifikflotte mündete.

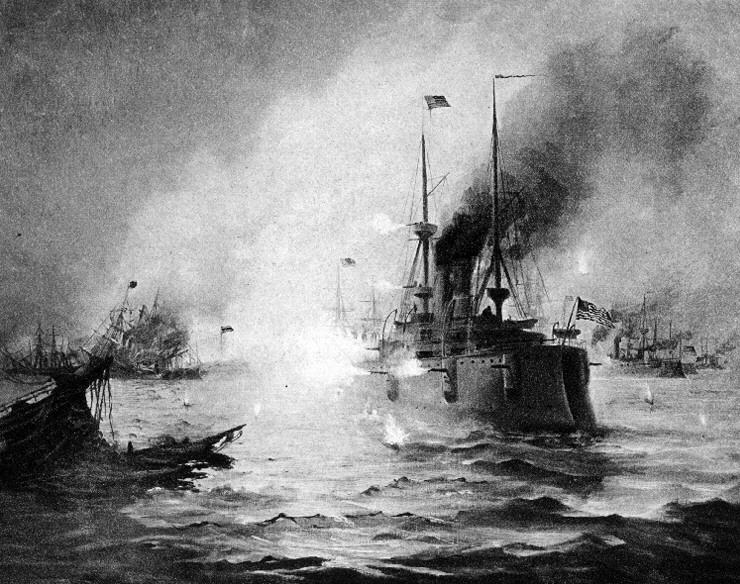
Die Schlacht in der Bucht von Manila, die Olympia im Zentrum

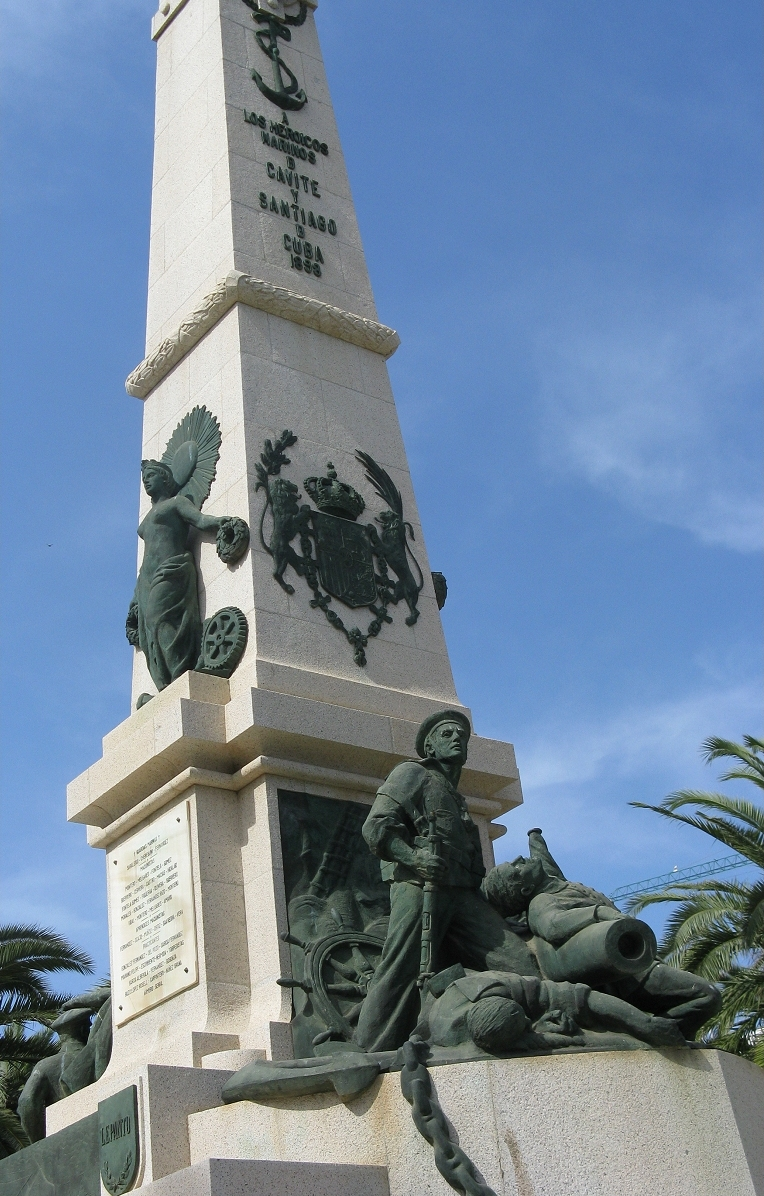
Den Helden von Cavite gewidmetes Denkmal in Cartagena für die in der Schlacht in der Bucht von Manila bzw. bei der Verteidigung Cubas und der Philippinen gegen die USA etwa 5.000 gefallenen spanischen Seeleute und Marinesoldaten

Das US-Geschwader setzte sich in einer Linie vor die spanischen Schiffe und Festungen und feuerte seine gesamten Backbordwaffen ab. Danach zogen die Schiffe sich ein wenig zurück, wendeten und feuerten mit ihren Steuerbordwaffen. Dieses Manöver wurde fünf Mal wiederholt, wobei die Entfernung zum Gegner immer weiter verringert wurde. Die meisten der spanischen Schiffe waren danach entweder zerstört oder ergaben sich. Die spanische Flotte kämpfte zwar energisch, war aber, da die Schiffe vollkommen veraltet waren, letztlich chancenlos gegen die modernen US-amerikanischen Schiffe mit ihren gut gedrillten Besatzungen.
Die elf spanischen Schiffe und fünf Landbatterien wehrten sich insgesamt zweieinhalb Stunden. Die US-amerikanischen Schiffe zogen sich um 7:45 Uhr zurück und griffen gegen 10:40 Uhr erneut an, bis die Spanier um 12:40 Uhr ihre Aufgabe signalisierten.
Das Ergebnis des Kampfes war eindeutig. Dewey gewann die Schlacht mit nur einem Gefallenen unter seinen Besatzungsmitgliedern. Ein Ingenieur auf der nicht direkt beteiligten McCulloch hatte einen Herzanfall.

## Die Folgen
Das spanische Bestreben, Dewey mit einem Entlastungsgeschwader (englisch Camara’s Flying Relief Column „Camaras Fliegende Unterstützungskolonne“) anzugreifen, verzögerte sich mehrmals und kam schließlich nie zustande. So ging der Seekrieg auf den Philippinen in eine Serie von Zuschlagen-und-Verschwinden-Angriffen mittels Torpedobooten über, eine Taktik, die während des gesamten restlichen Feldzuges unverändert durchgeführt wurde. Obwohl die Spanier einige Schläge gegen die US-amerikanische Dominanz erzielten, gab es dennoch keinen US-amerikanischen Gefallenen, der mit direktem spanischen Feuer in Verbindung zu bringen war.
Am 2. Mai landete Dewey mit seinen Streitkräften, den Marines, bei Cavite. Dort vervollständigte er die Zerstörung der spanischen Flotte und ihrer Verteidigungsgeschütze. Zudem richtete er einen Posten ein, der die spanischen Hospitäler schützen sollte.
Der Widerstand der Festung war als schwach zu bezeichnen. Die Olympia feuerte einige Schüsse auf das Arsenal von Cavite, woraufhin dessen Magazin plötzlich explodierte. Dabei wurden einige Insassen getötet und viele weitere verwundet. Dieser Volltreffer beendete das Feuer der Batterien endgültig. Nach dem Fall Manilas wurde das spanische Entlastungsgeschwader, das nur bis zum Suezkanal gekommen und dort aufgehalten worden war, zum Schutz der spanischen Atlantikküste zurückbeordert.
In Erinnerung an George Deweys Führungsrolle während der Schlacht in der Bucht von Manila wurde eine spezielle Auszeichnung, bekannt als die Dewey-Medaille, an alle Offiziere und Seeleute ausgegeben, die unter dem Kommando des Admirals gestanden hatten. Dewey wurde später mit einer Beförderung ausgezeichnet und in den Rang des Admiral of the Navy erhoben, den außer ihm niemand in der Geschichte der United States Navy innehatte.

## Beteiligte Schiffe

### Vereinigte Staaten
an der Schlacht beteiligt:
- Olympia, Flaggschiff, geschützter Kreuzer
- Baltimore, geschützter Kreuzer
- Raleigh, geschützter Kreuzer der Cincinnati-Klasse
- Boston, geschützter Kreuzer der Atlanta-Klasse
- Concord, Kanonenboot der Yorktown-Klasse
- Petrel, Kanonenboot

nicht an der Schlacht beteiligt:
- McCulloch, Kutter der Zollbehörde, (sollte sich aus der Hauptschlacht heraushalten, da sie nur über eine leichte Bewaffnung und eine unzureichende Panzerung verfügte; ihr Chefingenieur starb bei der Schlacht an einem Herzanfall)
- Nanshan, Kohlefrachter
- Zafiro, Versorgungsschiff

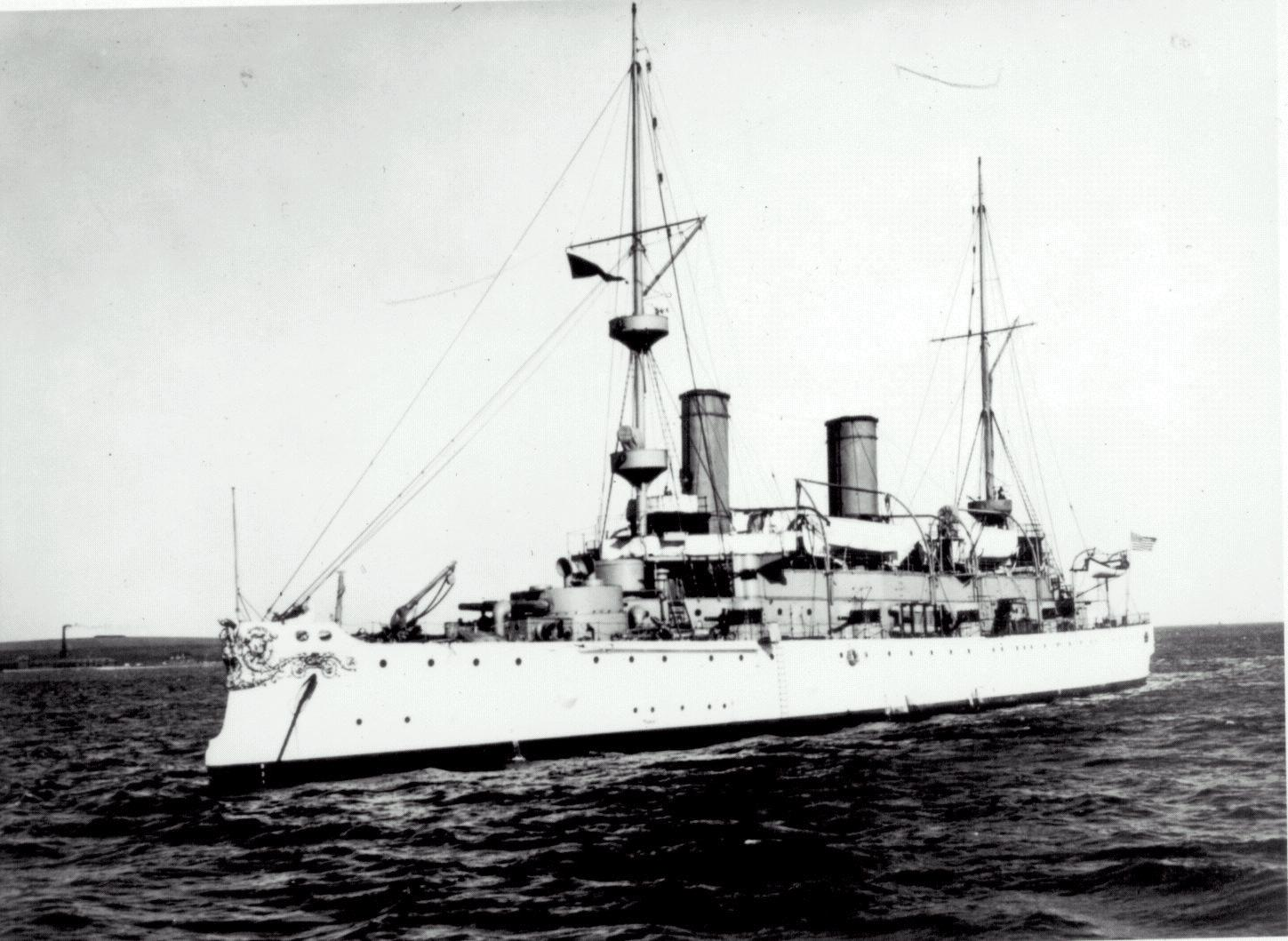
Geschützter Kreuzer USS Olympia (C-6)
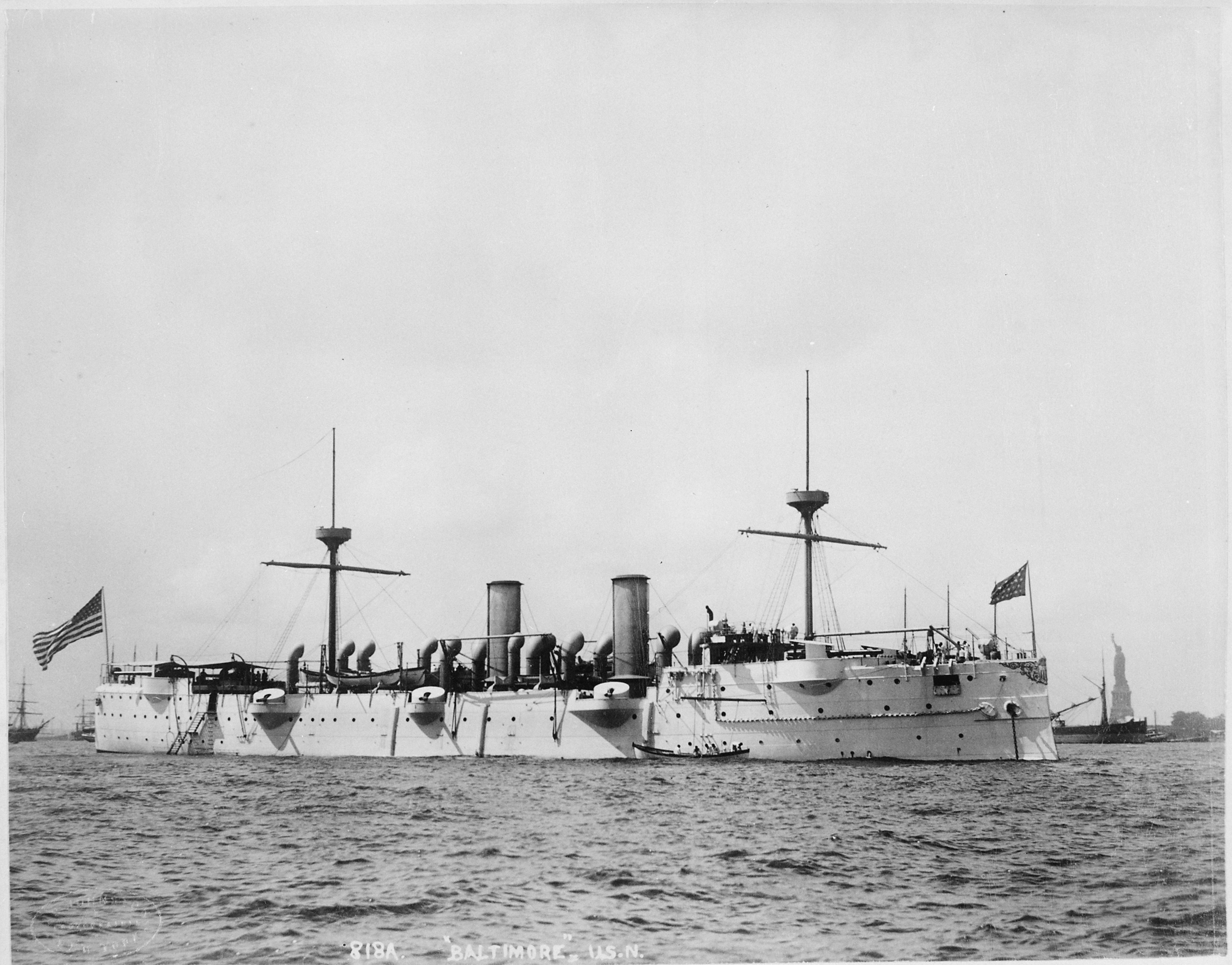
Geschützter Kreuzer USS Baltimore (C-3)
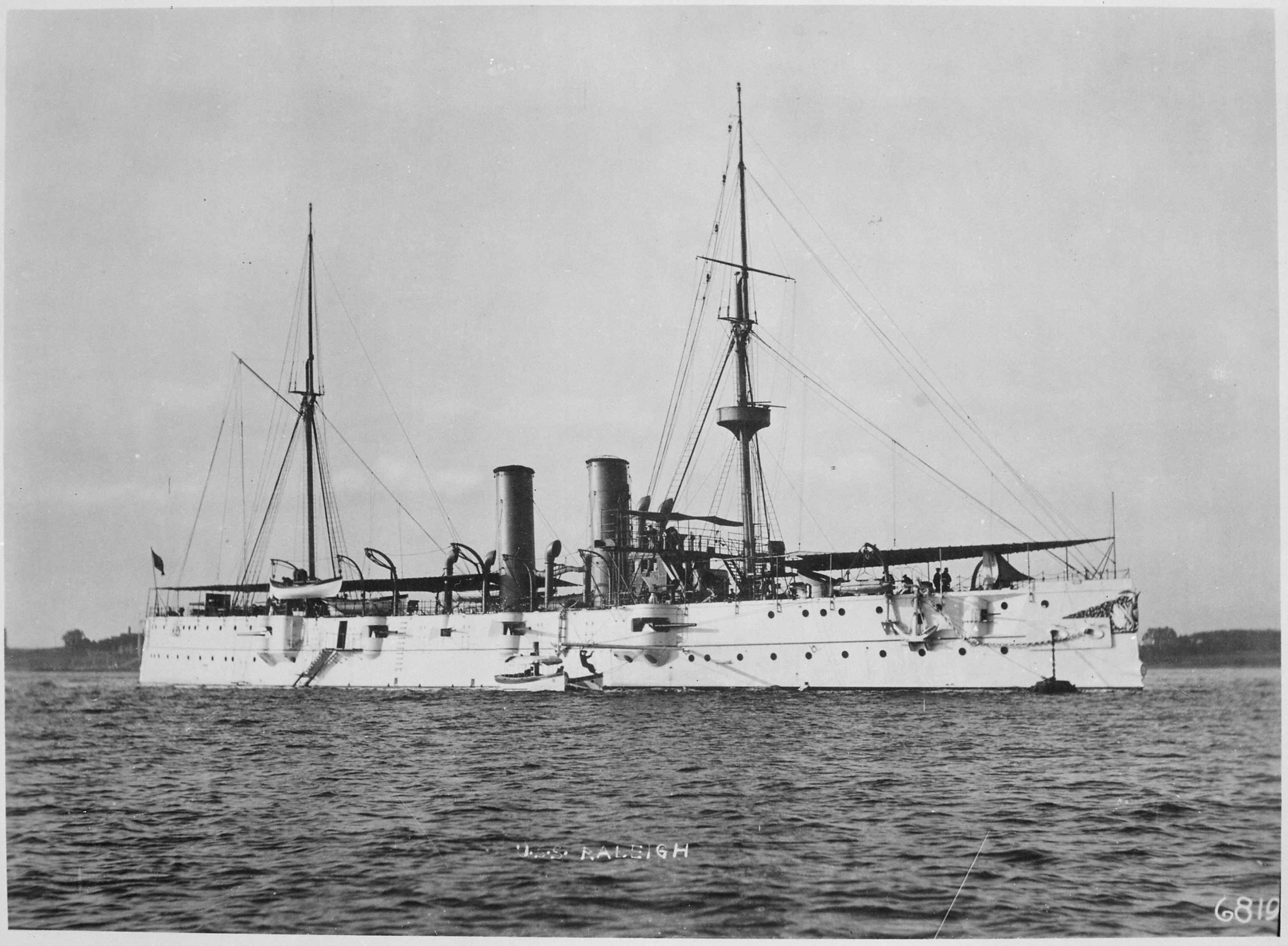
Geschützter Kreuzer USS Raleigh (C-8)
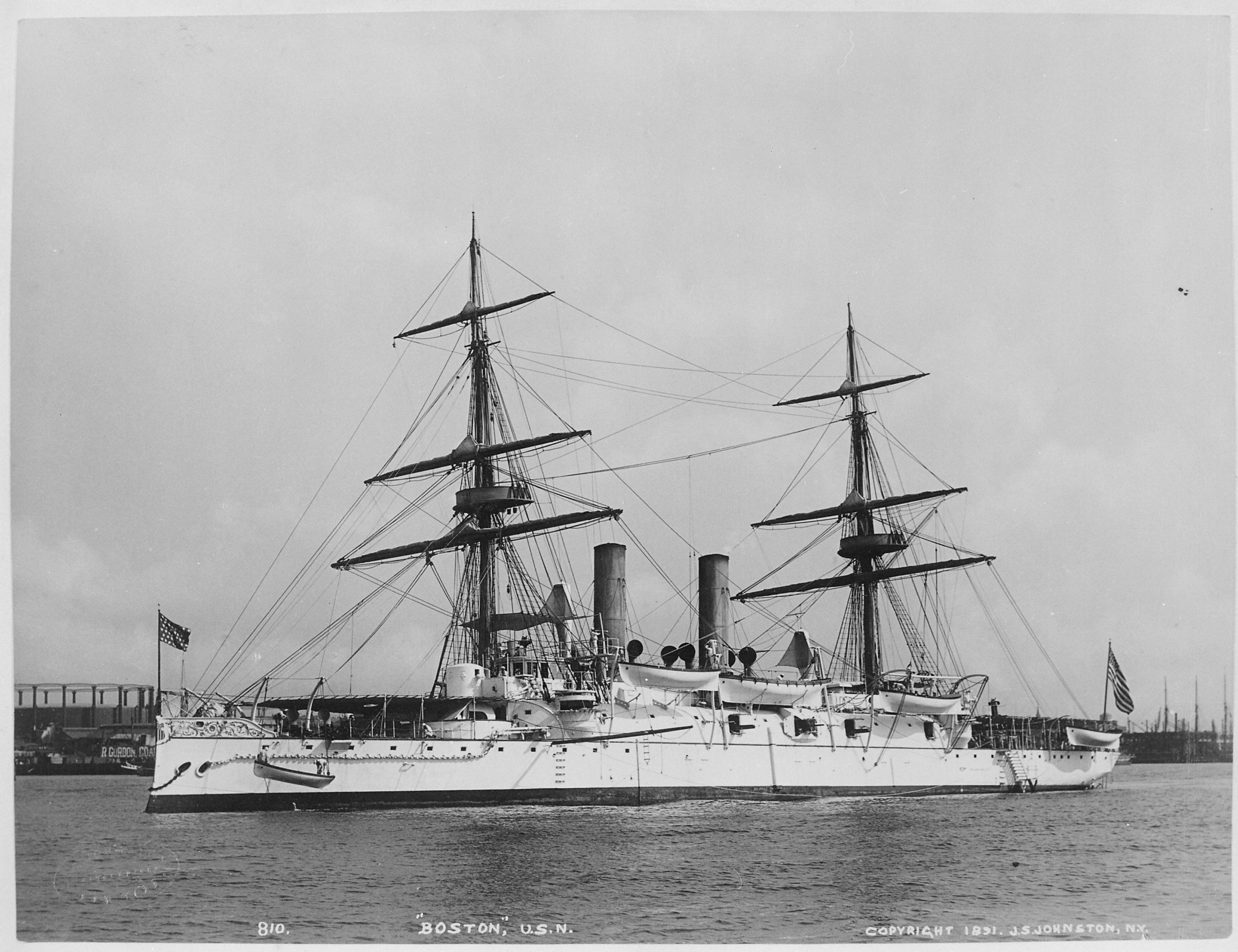
Geschützter Kreuzer USS Boston
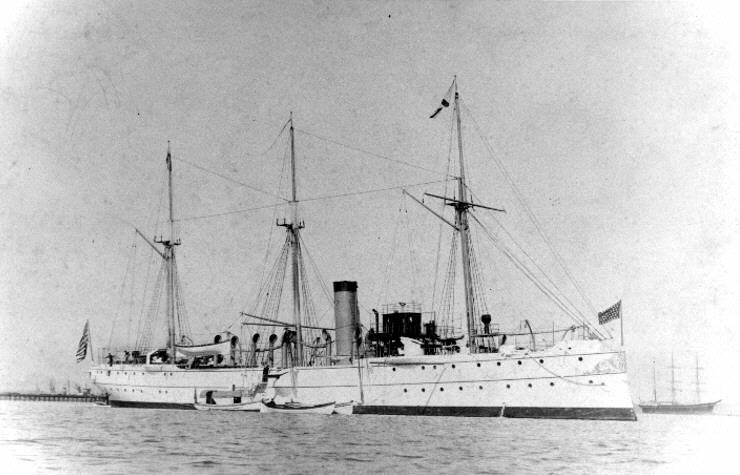
Kanonenboot USS Concord (PG-3)
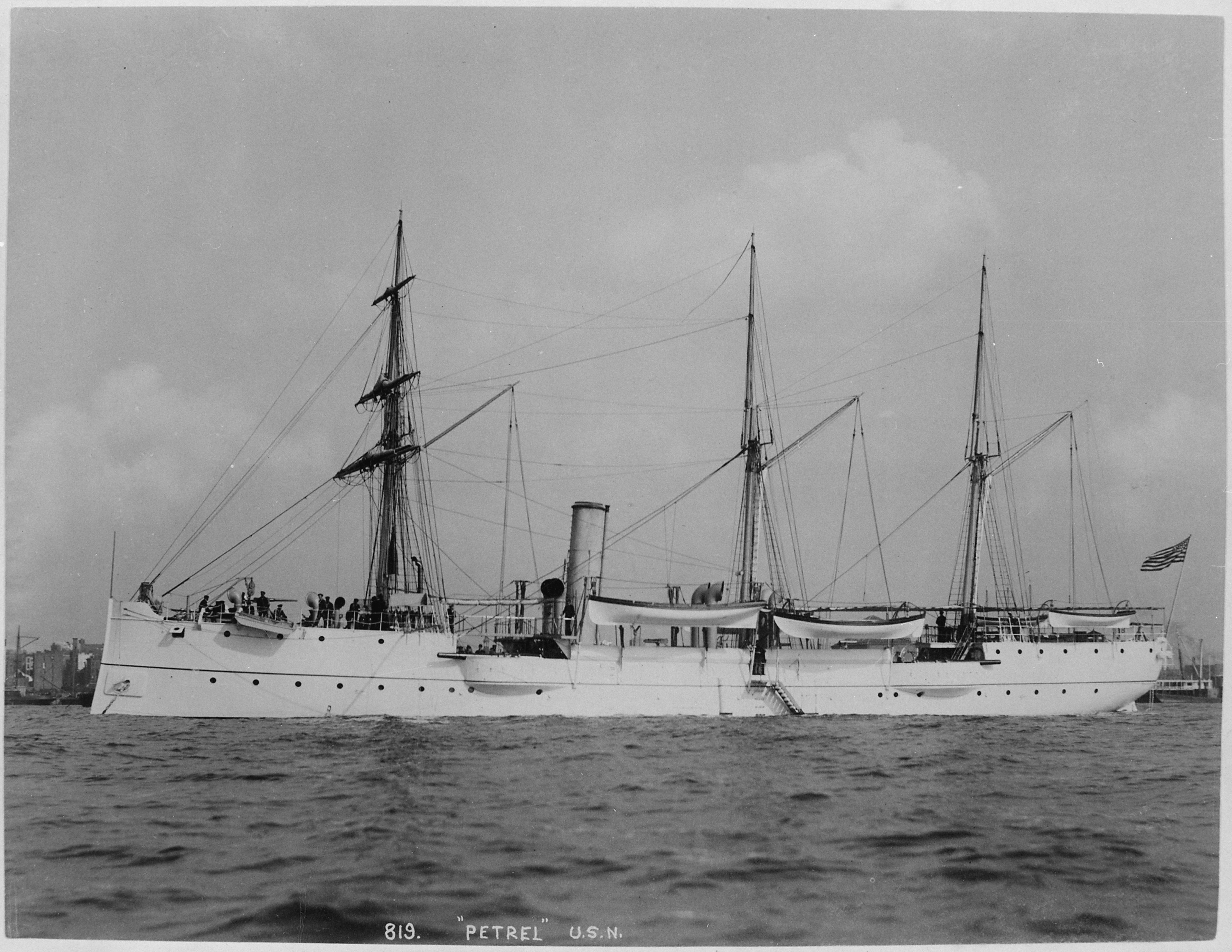
Kanonenboot USS Petrel (PG-2)
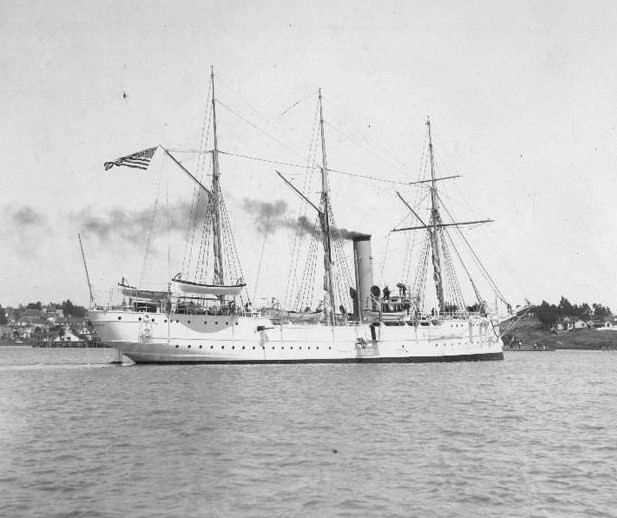
Zollkutter USRC McCulloch
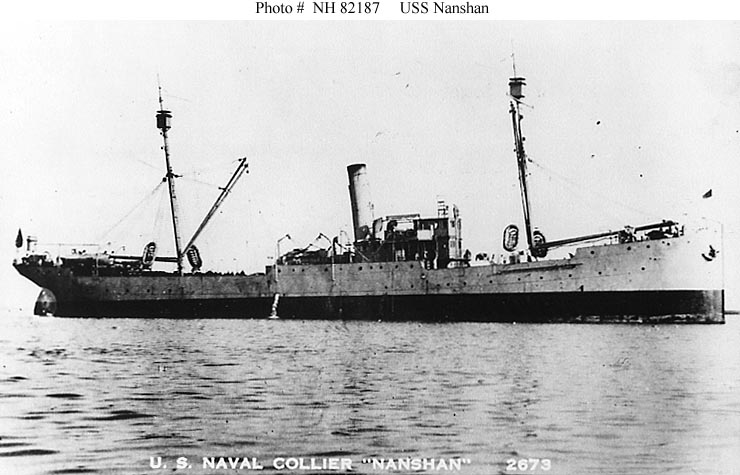
Kohlefrachter USS Nanshan

### Spanien
an der Schlacht beteiligt:
- Reina Cristina, Flaggschiff, Ungeschützter Kreuzer der Alfonso-XII.-Klasse, 3042 ts, sechs 163-mm-Kanonen, 16 kn
- Castilla, Ungeschützter Kreuzer der Aragon-Klasse, 3289 ts, vier 150-mm-, zwei 120-mm-Kanonen, nur noch schwimmende Batterie
- Don Antonio de Ulloa, Ungeschützter Kreuzer der Velasco-Klasse, 1152 ts, nur zwei 120-mm-Kanonen, teilweise desarmiert, in Reparatur
- Don Juan de Austria, Ungeschützter Kreuzer der Velasco-Klasse, 1152 ts, vier 120-mm-Kanonen, 13 kn
- Isla de Luzón, Geschützter Kreuzer der Isla-de-Luzón-Klasse, 1030 ts, sechs 120-mm-Kanonen, 14 kn
- Isla de Cuba, Geschützter Kreuzer, wie vor
- Marques del Duero, Kanonenboot der Fernando-el-Catolico-Klasse, 492 ts, eine 163-mm-, zwei 120-mm-Kanonen, 10 kn

nicht an der Schlacht beteiligt:
- Velasco, Ungeschützter Kreuzer der Velasco-Klasse, desarmiert, in Reparatur
- El Coreo, Kanonenboot, 560 ts, drei 120-mm-Kanonen
- General Lezo, Kanonenboot der General-Concha-Klasse, 520 ts, desarmiert
- Argos, Kanonenboot, 508 ts, eine 88-mm-Kanone
- Mindanao, Transportschiff, 1900 ts

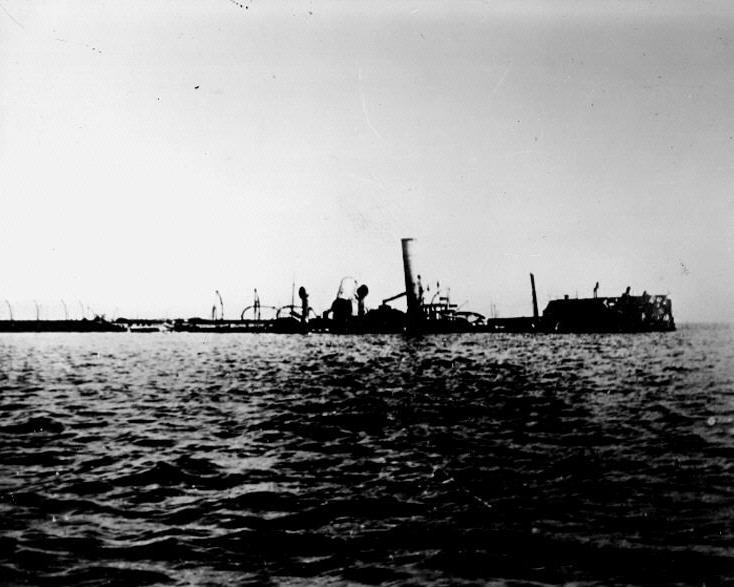
Wrack des Kreuzers Reina Cristina
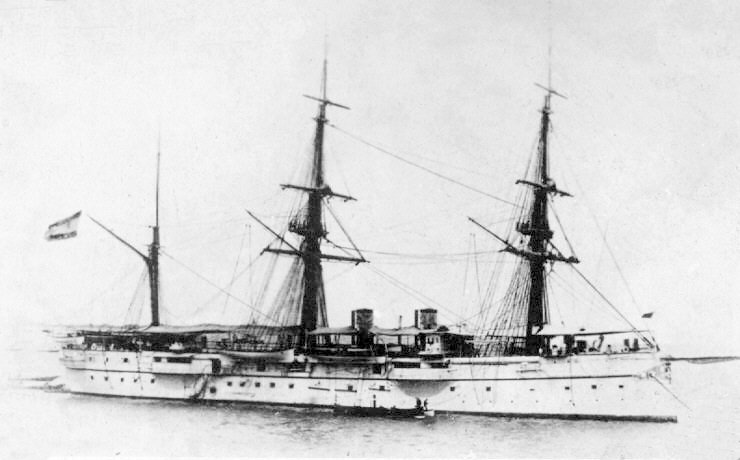
Kreuzer der Aragon-Klasse (wie Castilla)
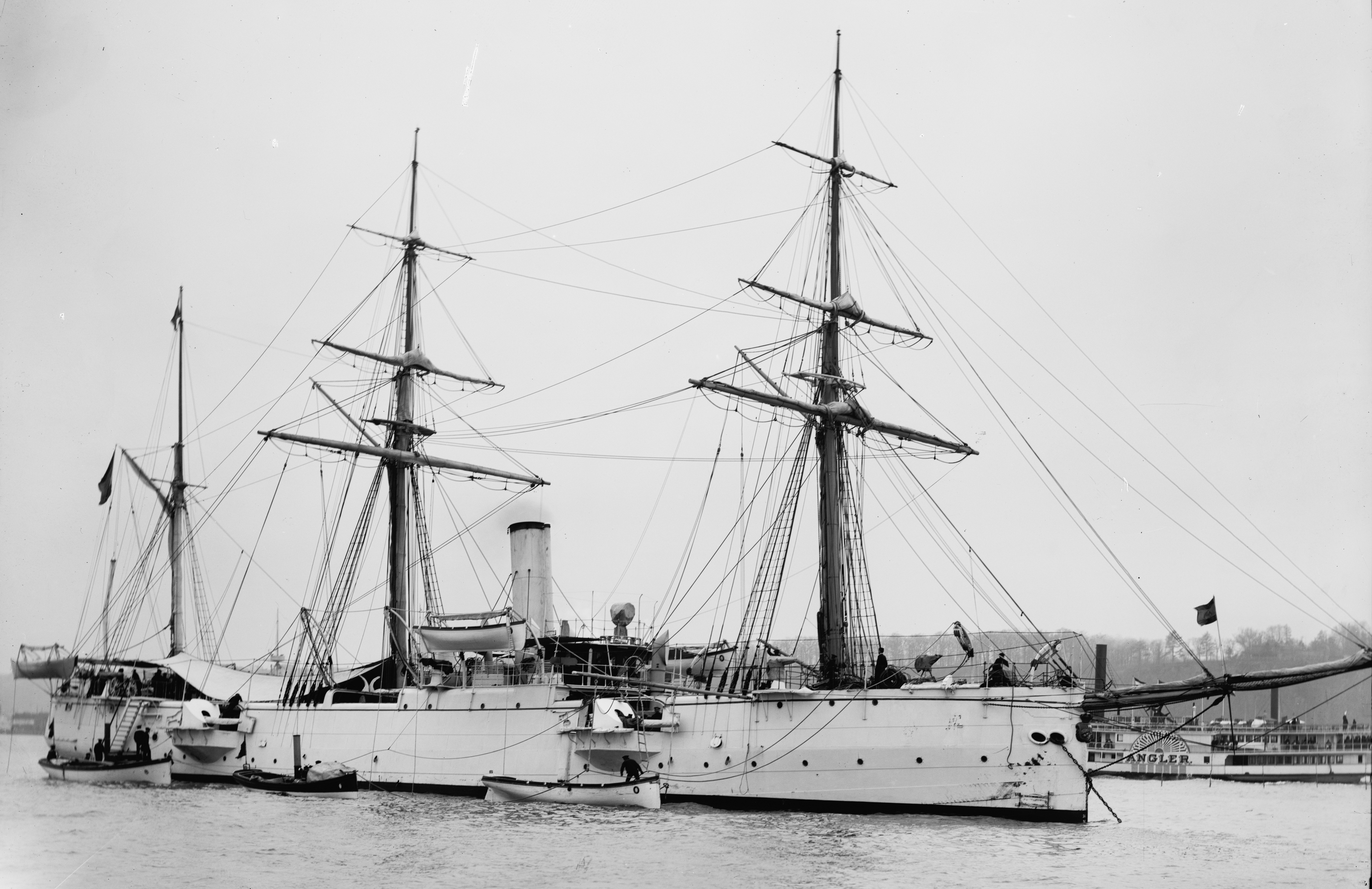
Kreuzer der Velasco-Klasse (wie Velasco, Don Antonio de Ulloa und Don Juan de Austria)
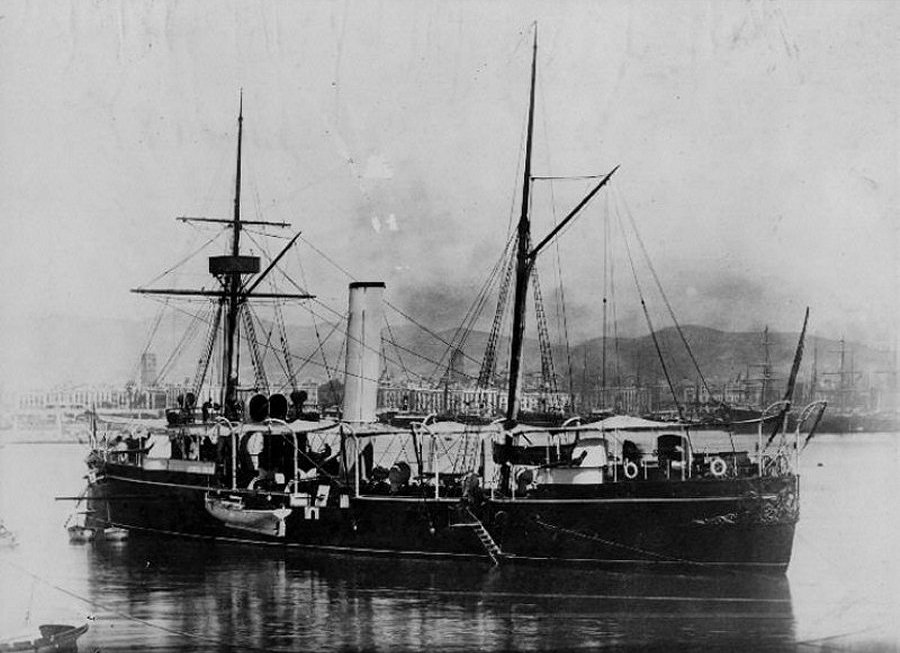
Kreuzer Isla de Luzón
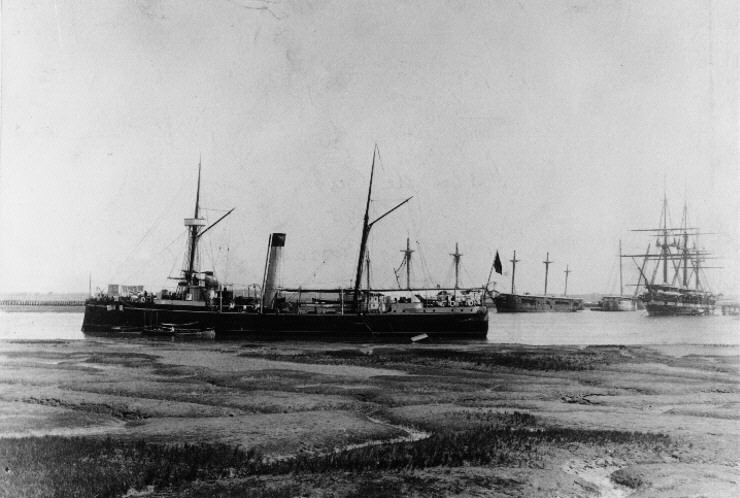
Kreuzer Isla de Cuba

## Deweys Berichte

“HONGKONG, May 7, 1898. (Manila, May 1.)

SECRETARY OF THE NAVY, Washington:

The squadron arrived a Manila at daybreak this morning. Immediately engaged enemy and destroyed the following Spanish vessels: Reina Christina, Castilla, Don Antonio de Biloa, Don Juan de Austria, Isla de Luzon, Isla de Cuba, General Lezo, Marquis del Duaro, El Curreo, Velasco, one transport, Isla de Mandano, water battery at Cavite. I shall destroy Cavite arsenal dispensatory. The squadron is uninjured. Few men were slightly wounded. I request the Department will send immediately from San Francisco fast steamer with ammunition. The only means of telegraphing is to the American consul at Hongkong.

DEWEY.”

„Hongkong, 7. Mai 1898 (Manila, 1. Mai)

Marineminister, Washington:

Das Geschwader kam heute Morgen bei Tagesanbruch vor Manila an. Griff den Feind sogleich an und zerstörte folgende spanische Schiffe: Reina Christina, Castilla, Don Antonio de Biloa, Don Juan de Austria, Isla de Luzon, Isla the Cuba, General Lezo, Marquis del Duero, El Curreo, Velasco, ein Transportschiff, Isla de Mindanao, sowie die Küstenbatterie von Cavite. Werde Ausgabestelle Arsenal Cavite zerstören. Das Geschwader ist unbeschädigt. Einige wenige Männer wurden leicht verwundet. Ich ersuche das Ministerium, sofort einen schnellen Dampfer mit Munition von San Francisco zu senden. Die einzige telegraphische Verbindung ist zum amerikanischen Konsul in Hongkong.

Dewey.“

“HONGKONG, May 7, 1898. (Cavite, May 4.)

SECRETARY OF THE NAVY, Washington:

I have taken possession of the naval station at Cavite, Philippine Islands, and destroyed its fortifications. Have destroyed fortifications bay entrance, paroling garrison. Have cut cable to main land. I control bay completely and can take city at any time, but I have not sufficient men to hold. The squadron excellent health and spirits. The Spanish loss not fully known; very heavy; 150 killed, including captain, on Reina Cristina, alone. I am assisting and protecting Spanish sick and wounded, 250 in number, in this hospital, within our lines. Will ammunition be sent? I request answer without delay. I can supply squadron coal and provisions for a long period. Much excitement at Manila. Scarcity of provisions on account of not having economized stores. Will protect foreign residents.

DEWEY.”

„Hongkong, 7. Mai 1898 (Cavite, 4. Mai)

Marineminister, Washington:

Ich habe den Flottenstützpunkt in Cavite, Philippinische Inseln, in Besitz genommen und seine Befestigungen zerstört. Habe Befestigungsanlagen Eingang der Bucht zerstört, Besatzung auf Ehrenwort entlassen. Telegraphenkabel zum Festland gekappt. Ich kontrolliere die Bucht komplett und kann die Stadt jederzeit einnehmen, habe aber nicht genügend Männer, um sie zu halten. Das Geschwader in ausgezeichneter körperlicher und geistiger Verfassung. Die spanischen Verluste nicht vollständig bekannt; sehr schwer; allein 150 Tote, einschließlich Kapitän, auf Reina Christina. Ich versorge und schütze die spanischen Kranken und Verwundeten, 250 insgesamt, in diesem Lazarett, innerhalb unserer Linien. Wird Munition geschickt? Ich erbitte unverzügliche Antwort. Ich kann Geschwader auf lange Zeit mit Nachschub und Kohle versorgen. Große Erregung in Manila. Knappheit an Vorräten, da Lager nicht sparsam verwaltet. Werde ausländische Bewohner schützen.

Dewey“

## Belege
1. 1 2  Depeschen übermittelt zwischen Admiral George Dewey und John D. Long, Secretary of the Navy (Memento vom 18. Januar 2008 im Internet Archive), Department of the Navy – Naval Historical Center. Abgerufen am 8. Dezember 2011.